# Баранов, Николай Николаевич (архитектор)
Никола́й Никола́евич Бара́нов (24 февраля 1935, Ленинград — 9 мая 2006, Санкт-Петербург) — советский архитектор-градостроитель, заслуженный архитектор России (1995).

## Биография
Николай Николаевич Баранов родился 24 февраля 1935 года в Ленинграде в семье архитектора Н. В. Баранова и научного сотрудника Эрмитажа А. Н. Воронихиной. Его мать Анна Николаевна Воронихина (1910—1987), дочь профессора Ботанического института СССР Н. Н. Воронихина и внучка архитектора В. В. Николя, сыграла огромную роль в формировании личности архитектора.
Поступил на архитектурный факультет ЛИСИ и с отличием окончил его в 1959 году. Затем продолжил учёбу в аспирантуре Академии художеств при кафедре архитектурного проектирования, где научным руководителем был И. И. Фомин. В 1974 году защитил
кандидатскую диссертацию на тему «Роль силуэта застройки в формировании архитектурно-художественного облика города», которая легла в основу его книги «Силуэт города».
С 1959 года работал в Ленинградском филиале Академии строительства и архитектуры СССР.
С 1961 года начал свою трудовую деятельность в главном проектном институте города — «Ленпроект» (впоследствии — «ЛенНИИпроект») и продолжал работать там сорок пять лет.
С 1963 по 1968 года работал над проектом застройки западной части Васильевского острова.
В 1980 году была опубликована монография Н. Н. Баранова «Силуэт города». Книга посвящена одной из ведущих проблем советского градостроительства.

## Проекты и постройки

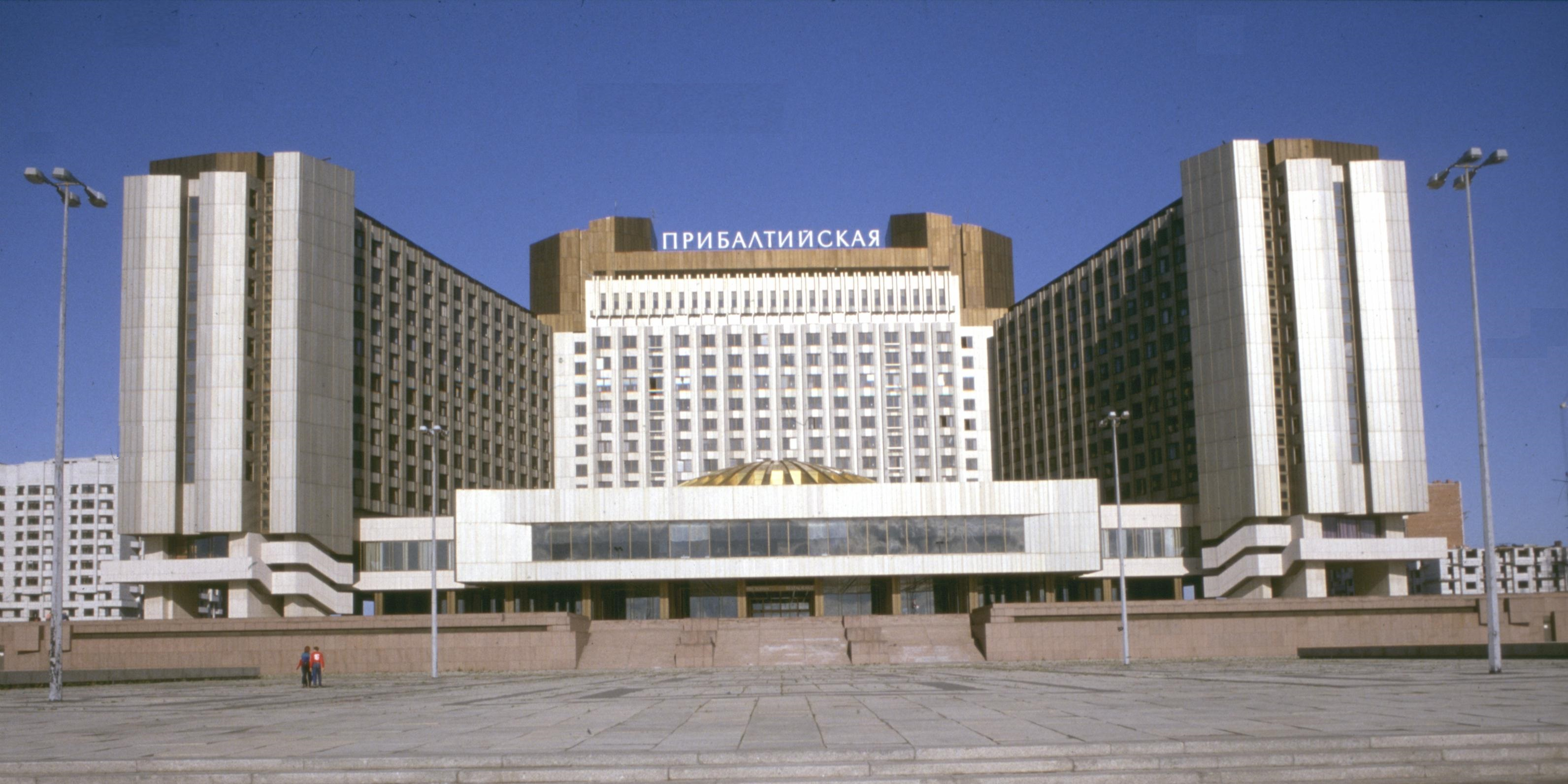
Гостиница «Прибалтийская», западный фасад. 1980 год

- Проект детальной планировки и эскиз застройки Западной части Васильевского острова в Ленинграде, (1963—1968);
- Жилые дома для ЖСК на Васильевском острове (1971—1973 гг.);
- Микрорайон на Васильевском острове (1971—1975 гг.);
- Гостиница «Прибалтийская» (1970—1972). Проект осуществлен шведской фирмой «Сканска цементгютериет» в 1976—1978 гг.;
- Архитектурное решение морского фасада цеха завода «Севкабель», выходящего на Морскую набережную (1973);
- Гостиница на 100 мест в г. Кронштадте на ул. Комсомола, 12 (1979);
- Фонтан «Сказки детства», совместно со скульптором Э. М. Агаяном (1989)[3];

- Жилой комплекс в районе озера Долгое в Приморском районе Ленинграда (1990-е);
- Жилой комплекс Северо-Приморского района Ленинграда (1994)[4].

## Избранные публикации
- Ленинград выходит к морю // Строительный рабочий (газ.). — 1964. 14 ноября.
- Проект речного вокзала на Неве // Строительство и архитектура Ленинграда (ж-л). — 1964. № 8.
- Магистрали и транспорт проекта детальной планировки Западной части Васильевского острова // Строительство и архитектура Ленинграда. — 1966. № 11. (Совместно с М. С. Ивановой.)
- Роль силуэта в развитии исторического центра Ленинграда // Архитектура СССР (ж-л). — 1969. № 12.
- Высотные композиции приморских ансамблей Ленинграда // Строительство и архитектура Ленинграда. — 1971. № 10.
- Приморские ансамбли Васильевского острова на намывных территориях // Освоение намывных территорий. — М.: ЦНИИП градостроительства, 1975.
- Роль силуэта застройки в формировании архитектурно-художественного облика города. Автореферат диссертации на соискание ученой степени кандидата архитектуры. — Л., 1974 (на правах рукописи).
- Прибрежные ориентиры: взгляд с моря и суши. (Два аспекта морской панорамы Ленинграда // Строительство и архитектура Ленинграда. — 1977. № 1. (Рукопись — 1975 г.[2]).
- Силуэт города. [Монография]. — Л.: Стройиздат. Ленинградское отделение, 1980. 19,86 печ. л. (Рукопись — 1976 г.[2])
- Применение алюминия в облицовке фасада гостиницы «Прибалтийская» на Васильевском острове // Строительство и архитектура Ленинграда. — 1977. № 5. (Совместно с П. Ф. Панфиловым.)
- Морская панорама Ленинграда // На стройках России (ж-л). — 1977. № 10.
- Правильно ли мы строим в историческом центре Ленинграда (рукопись, 1979 г.[2]).
- Строительство в районе озера Долгое в Ленинграде (рукопись, 1988 г.[2]).
- Две тенденции современного развития градостроительства в историческом центре Петербурга (рукопись, 1995 г.[2]).
- Николай Баранов // Архитекторы об архитекторах. Ленинград — Петербург. XX век. — СПб.: Иван Федоров, 1999.
- Главный архитектор Ленинграда Николай Баранов. Творческий путь и судьба. — СПб.: Стройиздат СПб, 2001. 8 печ. л. (Совместно с В. Г. Исаченко).